# Selvagem Grande
Selvagem Grande és una petita illa que forma part de l'arxipèlag de les Illes Salvatges, un petit arxipèlag a l'oceà Atlàntic entre Madeira (a 280 km) i les Canàries (a 165 km).
L'illa, de tan sols 2.000 per 1.700 metres, pertany al grup nord-est de les Illes Salvatges, que també comprèn els illots de Sinho, Palheiro de Terra i Palheiro do Mar. El terreny és pla, però té tres cims, restes d'antics cons volcànics anomenats Atalaia, Tornozelos i Inferno. L'Atalaia, amb 163 msnm, és el més alt dels tres cims.
L'única presència humana permanent és la de dos guardaboscos i un biòleg.
L'illa té un far automatitzat.